# NGC 3712
NGC 3712 (ook wel NGC 3714) is een spiraalvormig sterrenstelsel in het sterrenbeeld Grote Beer. Het hemelobject werd op 11 april 1785 ontdekt door de Duits-Britse astronoom William Herschel.

## Synoniemen
- NGC 3714
- UGC 6516
- MCG 5-27-85
- ZWG 156.95
- ARAK 297
- KUG 1129+286
- PGC 35556